# サン＝シプリアン (ピレネー＝オリアンタル県)
サン＝シプリアン （Saint-Cyprien、カタルーニャ語:Sant Cebrià de Rosselló）は、フランス、オクシタニー地域圏ピレネー＝オリアンタル県のコミューン。
サン＝シプリアンは、ラングドック＝ルシヨン地域圏沿岸観光開発省庁間ミッション（fr）を通じて1960年代から発展した7箇所のリゾート地のうちの1箇所である。約6kmにおよぶ砂浜が続く。

## 交通

### 道路
- D81カネ＝タン＝ルシヨン、アルジュレス＝シュル＝メール方面へ向かう県道81号線
- D22アレニヤへ向かう県道22号線
- D40エルヌへ向かう県道40号線
- ナルボンヌおよびスペインへ向かう国道9号線
- A 9 オートルートA9出口

### 空港
- ペルピニャン・リヴサルト空港 - サン＝シプリアンより約17kmのところにある。国内・国外線ともにあり。

### 鉄道
最寄りは5km離れたエルヌ駅。アルジュレス＝シュル＝メール駅まで11km、ペルピニャン駅まで18kmの距離がある。

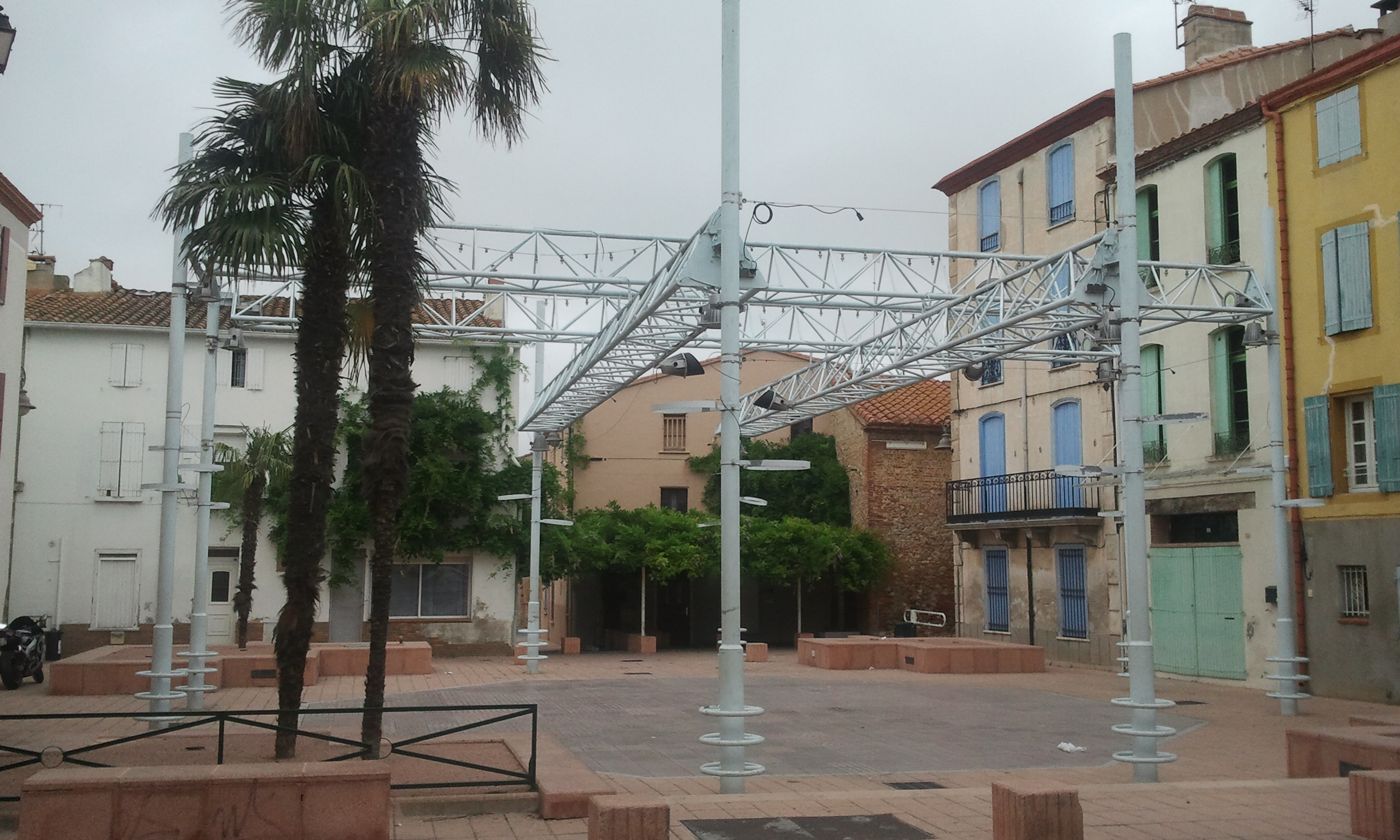

## 人口統計
| 2008年 | 2010年 |
| ------ | ------ |
| 10551  | 10476  |

参照元:EhessとINSEE